# Вулиця Семена Скляренка (Київ)
Ву́лиця Семе́на Скляре́нка — вулиця в Оболонському районі міста Києва, місцевість Куренівка. Пролягає від проспекту Степана Бандери до Старозабарського шляхопроводу і Автозаводської вулиці. 
Прилучаються вулиці Ливарська, Куренівська, Сирецька, Марка Вовчка, Аманда Струве, Балтійський провулок, проїзди без назви до Петропавлівської площі і вздовж залізниці до тупика (колишній Старозабарський провулок). Поблизу залізничної платформи Пріорка розташована зупинка трамвайних маршрутів №11, 12, 16, 17 та 19 «Вулиця Семена Скляренка».

## Історія
Вулиця виникла у середині XIX століття і складалася з Кожевенного провулка (пролягав приблизно до перетину з вулицею Марка Вовчка, що до 1944 року також мала назву Кожевенна) і Маловишгородської вулиці (як паралельної до Вишгородської вулиці, що існує і тепер). У 1-й половині XX століття обидві вулиці об'єднано під спільною назвою Маловишгородська вулиця. Сучасна назва на честь українського письменника Семена Скляренка — з 1973 року.
До 1977 року таку ж назву носила вулиця на Микільській Слобідці.

## Установи
- Каплиця Св. Пантелеймона на місці зруйнованого в 1963 р. однойменного храму (№ 4)[2]
- Будівельний супермаркет «ОЛДІ» (№ 5)

## Зображення

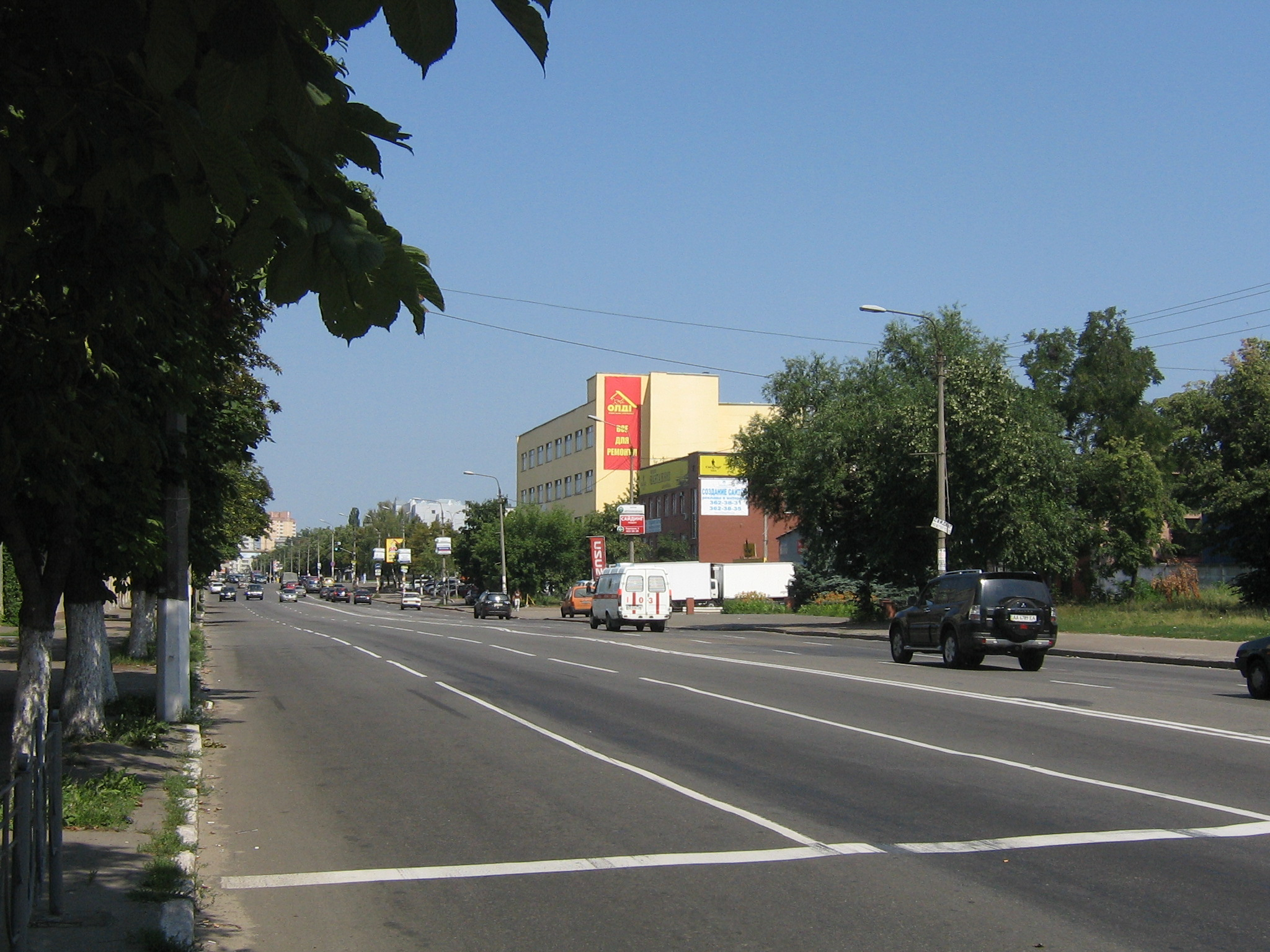
Вулиця Семена Скляренка